# Übergangskabinett Karzai
Das Übergangskabinett Karzai, auch bekannt als die afghanische Übergangsbehörde, war die vorübergehende Übergangsregierung des Islamischen Übergangsstaats Afghanistan, die im Juni 2002 durch die Loja Dschirga eingerichtet wurde. Die Übergangsbehörde folgte dem ursprünglichen Islamischen Staat Afghanistan und war Vorläufer der Islamischen Republik Afghanistan.

## Hintergrund
Nach der Invasion Afghanistans im Jahr 2001 führte eine von den Vereinten Nationen organisierte Konferenz afghanischer Politiker in Bonn zur Schaffung der afghanischen Übergangsverwaltung unter der Leitung von Hamid Karzai. Diese Interimsverwaltung, die nicht breit repräsentativ war, sollte nur sechs Monate bestehen bleiben und dann durch eine Übergangsregierung ersetzt werden. Der Übergang zur zweiten Phase erforderte die Einberufung einer Loja Dschirga, der traditionellen großen Versammlung Afghanistans. Diese „Notfall-Loja-Dschirga“ sollte einen neuen Staatsoberhaupt wählen und die Übergangsregierung einsetzen, die wiederum für maximal zwei Jahre die Regierung übernehmen sollte, bis eine „vollständig repräsentative Regierung“ durch freie und faire Wahlen gewählt werden konnte.

## Übergangskabinett
| Amt/Ministerium                | Amt/Ministerium                | Bild  | Amtsträger/Minister                                            | Information                                                                                             | Information                                                                                | Information |
| Amt/Ministerium                | Amt/Ministerium                | Bild  | Amtsträger/Minister                                            | Partei/Allianz                                                                                          | Abstammung                                                                                 | Studium/Dienst |
| Ämter                          | Ämter                          | Ämter | Ämter                                                          | Ämter                                                                                                   | Ämter                                                                                      | Ämter |
| ------------------------------ | ------------------------------ | ----- | -------------------------------------------------------------- | --- | ------------------------------------------------------------------------------------------ | --- |
| Präsident                      | Präsident                      |       | Hamid Karzai                                                   | Royalist                                                                                                | Paschtune (Kandahar)                                                                       | Politik (Master, Indien) |
| 1. Vizepräsident               | 1. Vizepräsident               |       | Mohammed Fahim                                                 | Nordallianz Dschamiat-i Islāmi (alliiert)                                                               | Tadschike (Pandschschir)                                                                   | – |
| 2. Vizepräsident               | 2. Vizepräsident               |       | Karim Khalili                                                  | Nordallianz Hezb-e Wahdat                                                                               | Hazara (Wardak)                                                                            | Islam (Afghanistan) |
| Vizepräsident                  | Vizepräsident                  |       | Hedayat Amin Arsala                                            | Royalist Mahāz-e Millī-ye Islāmi                                                                        | Paschtune (Kabul)                                                                          | Wirtschaft (Doktor, USA) |
| Vizepräsident                  | Vizepräsident                  |       | Haji Abdul Qadeer 24. Juni 2002 bis 6. Juli 2002 (†)           | Nordallianz Hezb-i Islami Khālis                                                                        | Paschtune (Nangarhar)                                                                      | – |
| Vizepräsident                  | Vizepräsident                  |       | Nematullah Shahrani                                            | – | Usbeke (Badachschan)                                                                       | Scharia (Bachelor, Afghanistan) Koranexegese (Master, Ägypten) Justizverwaltung ( USA) |
| Ministerien                    |                                |       |                                                                | |                                                                                            | |
| Verteidigung                   | Verteidigung                   |       | Mohammed Fahim                                                 | Nordallianz Dschamiat-i Islāmi (alliiert)                                                               | Tadschike (Pandschschir)                                                                   | – |
| Auswärtiges                    | Auswärtiges                    |       | Abdullah Abdullah                                              | Nordallianz Etelāf-e Millī                                                                              | Tadschike (Pandschschir)                                                                   | Augenmedizin (Bachelor, Afghanistan) |
| Inneres                        | Inneres                        |       | Taj Mohammad Wardak 24. Juni 2002 bis 27. Januar 2003          | Nordallianz (alliiert) Dschamiat-i Islāmi (alliiert) Hezb-e Isteqlāl Millī                              | Paschtune (Wardak)                                                                         | unbekannt ( USA) |
| Inneres                        | Inneres                        |       | Ali Ahmad Jalali 28. Januar 2003 bis 23. Dezember 2004         | – | Paschtune (Kabul)                                                                          | Politik (Bachelor, Afghanistan) Infanterie (Diplom, USA) Militär (Master, Afghanistan und Großbritannien)                                                                                 |
| Finanzen                       | Finanzen                       |       | Aschraf Ghani                                                  | – | Paschtune (Logar)                                                                          | Politik (Bachelor, Libanon) Kulturanthropologie (Master und Doktor, USA) |
| Kultur und Information         | Kultur und Information         |       | Sayed Makhdoom Raheen                                          | Royalist Dschamiat-i Islāmi (alliiert)                                                                  | sunnitischer Sayyid (Kabul)                                                                | Persische Literatur (Master und Doktor, Iran) |
| Justiz                         | Justiz                         |       | Abdul Rahim Karimi                                             | Nordallianz (alliiert)                                                                                  | Usbeke                                                                                     | unbekannt |
| Bildung                        | Bildung                        |       | Yunus Qanuni                                                   | Nordallianz Dschamiat-i Islāmi                                                                          | Tadschike (Pandschschir)                                                                   | – |
| Landwirtschaft                 | Landwirtschaft                 |       | Sayed Hussein Anwari                                           | Nordallianz Harākat-e Islāmī                                                                            | schiitischer Sayyid (Parwan)                                                               | Lehramt (Afghanistan) |
| Umwelt und Bewässerung         | Umwelt und Bewässerung         |       | Ahmad Yusuf Nuristani                                          | Royalist                                                                                                | Paschtune (Nuristan)                                                                       | Nahostwissenschaft (Doktor, USA) |
| Handel                         | Handel                         |       | Sayed Mustafa Kazemi                                           | Nordallianz Hezb-e Wahdat                                                                               | schiitischer Sayyid (Parwan)                                                               | – |
| Bergbau                        | Bergbau                        |       | Juma Muhammad Muhammadi 24. Juni 2002 bis 24. Februar 2003 (†) | unbekannt                                                                                               | Paschtune                                                                                  | Bauingenieurwesen ( USA) |
| Kleinindustrie                 | Kleinindustrie                 |       | Mohammed Alim Razm                                             | Nordallianz                                                                                             | Usbeke                                                                                     | unbekannt |
| Höhere Bildung                 | Höhere Bildung                 |       | Sharif Fayez                                                   | Nordallianz                                                                                             | Tadschike (Herat)                                                                          | Amerikanische Literatur (Doktor, USA) |
| Gesundheit                     | Gesundheit                     |       | Suhaila Siddiq                                                 | – | Paschtunin (Kabul)                                                                         | Dagar Jenral (Generalleutnantin in der afghanischen Armee) Medizin (Doktor, Sowjetunion)                                                                                                  |
| Grenzangelegenheiten           | Grenzangelegenheiten           |       | Mohammad Arif Noorzai                                          | Nordallianz                                                                                             | Paschtune (Kandahar)                                                                       | – (Studium der Landwirtschaft in Afghanistan aufgrund der sowjetischen Invasion abgebrochen)                                                                                              |
| Energie und Wasser             | Energie und Wasser             |       | Mohammad Shakir Kargar                                         | Nordallianz                                                                                             | Usbeke (Faryab)                                                                            | Jura (Bachelor, Afghanistan) Geschichte (Master, Sowjetunion) Philosophie (Doktor, Russland)                                                                                              |
| Haddsch und Moschee            | Haddsch und Moschee            |       | Mohammed Amin Naziryar                                         | unbekannt                                                                                               | Paschtune                                                                                  | unbekannt |
| Kommunikation                  | Kommunikation                  |       | Mohammed Masoom Stanekzai                                      | Kommunist (alliiert)                                                                                    | Paschtune (Logar)                                                                          | Dagarwal (Oberst in der afghanischen Armee) Telekommunikation und Militär (Bachelor, Afghanistan) Unternehmensführung (Master, Pakistan) Nachhaltige Entwicklung (Master, Großbritannien) |
| Transport                      | Transport                      |       | Sayed Mohammad Ali Jawid                                       | Nordallianz Harākat-e Islāmī                                                                            | Hazara (Balkh)                                                                             | – |
| Zivile Luftfahrt und Tourismus | Zivile Luftfahrt und Tourismus |       | Mirwais Sadik 24. Juni 2002 bis 21. März 2004 (†)              | Nordallianz Dschamiat-i Islāmi (alliiert)                                                               | Tadschike (Herat)                                                                          | – |
| Flüchtlinge                    | Flüchtlinge                    |       | Enayatullah Nazari                                             | Nordallianz (alliiert) Dschamiat-i Islāmi (alliiert)                                                    | Tadschike (Parwan)                                                                         | Politik und Jura (Afghanistan) |
| Ländliche Entwicklung          | Ländliche Entwicklung          |       | Mohammad Hanif Atmar                                           | Kommunist (alliiert)                                                                                    | Paschtune (Laghman)                                                                        | IT und Computer (Diplom, Großbritannien) Staatstätigkeit, Internationale Beziehungen und Nachkriegswiederaufbau (Master, Großbritannien)                                                  |
| Arbeit und Soziales            | Arbeit und Soziales            |       | Noor Mohammad Qarqin                                           | Nordallianz (alliiert) Mudschaheddin (Parteizugehörigkeit unbekannt)                                    | Turkmene (Dschuzdschan)                                                                    | Menschenrechte und Politik (Bachelor, Afghanistan) |
| Märtyrer und Behinderte        | Märtyrer und Behinderte        |       | Abdullah Wardak                                                | Nordallianz (alliiert) Tanzīm-e Da'wat-e Islāmī (alliiert)                                              | Paschtune (Wardak)                                                                         | – |
| Frauen                         | Frauen                         |       | Habiba Sarabi                                                  | – | Hazara (Ghazni)                                                                            | Medizin (Bachelor, Afghanistan) Hämatologie ( Indien) |
| Städtische Entwicklung         | Städtische Entwicklung         |       | Yousef Pashtun 24. Juni 2002 bis 15. August 2003               | Royalist                                                                                                | Paschtune (Kandahar)                                                                       | Architektur (Bachelor und Master, Libanon) Stadtplanung (Master, Libanon) |
| Städtische Entwicklung         | Städtische Entwicklung         |       | Gul Agha Sherzai 16. August 2003 bis 23. Dezember 2004         | Mahāz-e Millī-ye Islāmi (alliiert)                                                                      | Paschtune (Kandahar)                                                                       | – |
| Öffentliche Arbeiten           | Öffentliche Arbeiten           |       | Haji Abdul Qadeer 24. Juni 2002 bis 6. Juli 2002 (†)           | Nordallianz Hezb-i Islami Khālis                                                                        | Paschtune (Nangarhar)                                                                      | – |
| Öffentliche Arbeiten           | Öffentliche Arbeiten           |       | Abdul Ali 7. Juli 2002 bis 23. Dezember 2004                   | unbekannt                                                                                               | Paschtune                                                                                  | unbekannt |
| Planung                        | Planung                        |       | Mohammed Mohaqiq                                               | Nordallianz Hezb-e Wahdat                                                                               | Hazara (Balkh)                                                                             | Islam (Bachelor, Iran) |
| Wiederaufbau                   | Wiederaufbau                   |       | Mohammad Amin Farhang                                          | Royalist                                                                                                | Tadschike (Kabul)                                                                          | Volkswirtschaftslehre (Bachelor, Afghanistan; Master und Doktor, Deutschland) |
| Gesamt                         |                                |       |                                                                | |                                                                                            | |
|                                |                                |       |                                                                | Nordallianz (54,7 %)Royalisten (16,7 %)keine (14,3 %)Kommunisten (6,1 %)unbekannt (6,7 %)andere (1,5 %) | Tadschiken 1 (26,4 %)Paschtunen (40,3 %)Hazara 2 (18,2 %)Usbeken (12,1 %)Turkmenen (3,0 %) | Afghanistan: 12/33 Westliche Welt: 3 11/33 Iran: 2/33 Sowjetunion/Russland: 2/33 Indien: 2/33 Pakistan: 1/33 Ägypten: 1/33 Sonstige: 4 16/33                                              |

## Regierungsbildung

### Wahl des Staatsoberhauptes

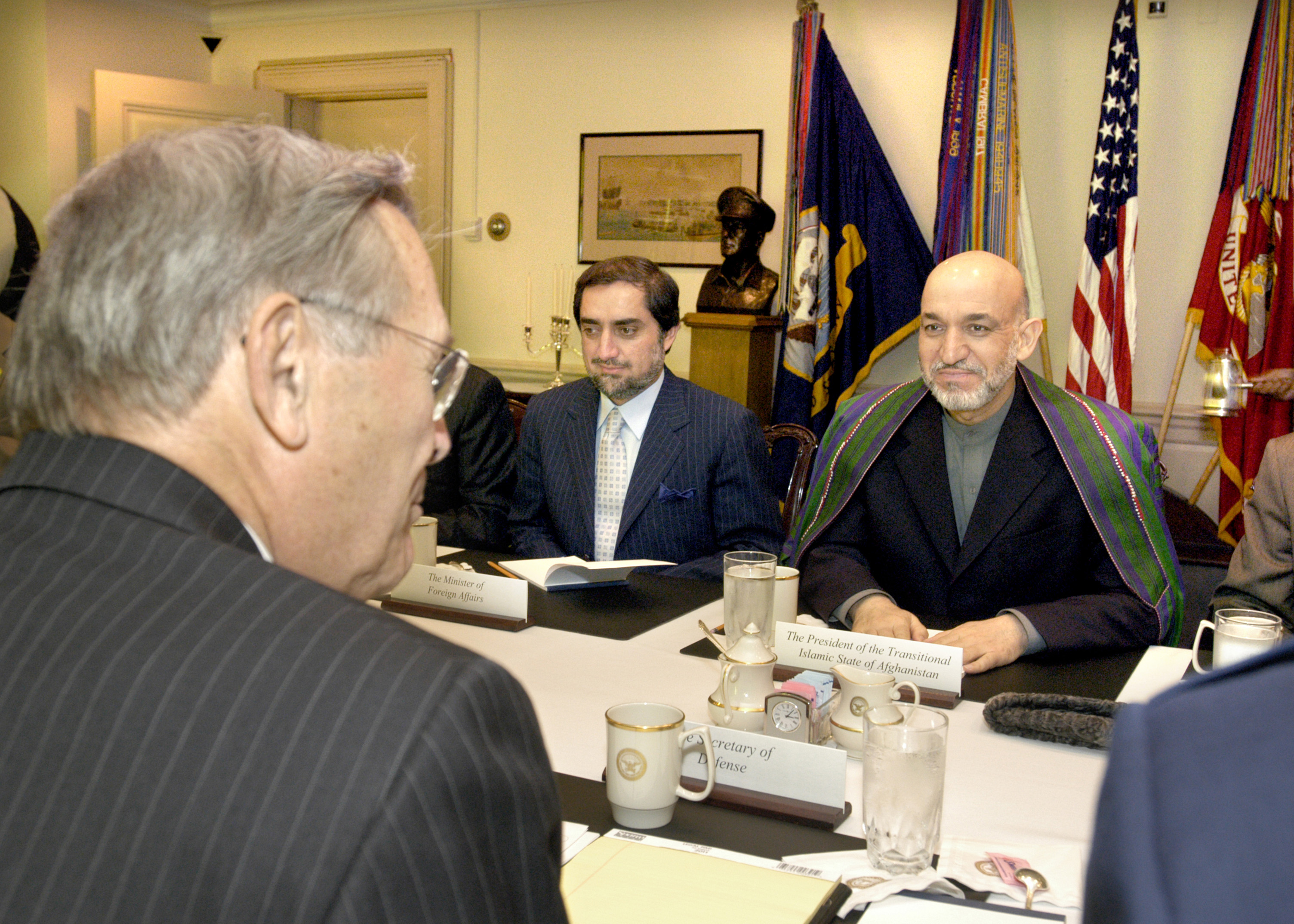
Präsident Karzai (rechts) mit Außenminister Abdullah (links) bei einem Treffen mit US-Außenminister Donald H. Rumsfeld im Pentagon (2004)

Die Hauptaufgabe der Loja Dschirga war es, einen Präsidenten für die Übergangsregierung zu wählen, der das Land bis zu den offiziellen Präsidentschaftswahlen im Jahr 2004 führen sollte. Zu Beginn hatten sich zwei Kandidaten gemeldet: Burhanuddin Rabbani, der ehemalige Präsident und Führer der Nordallianz, sowie Hamid Karzai, der von den USA unterstützte Vorsitzende der afghanischen Interimsverwaltung. Karzai erhielt auch die Unterstützung von Abdullah Abdullah und Mohammad Fahim, zwei wichtigen Persönlichkeiten der Nordallianz. Ein dritter Kandidat war Mohammed Zahir Shah, der frühere König von Afghanistan, der bis 1973 regiert hatte. Nach dem Sturz der Taliban kehrte er aus dem Exil in Rom nach Afghanistan zurück. Auf der Bonn-Konferenz, die die Übergangsregierung einrichtete, hatte eine Gruppe von Zahir-Shah-Anhängern, die „Rom-Gruppe“, die Idee unterstützt, den ehemaligen König als Staatsoberhaupt zu ernennen.
Als Zahir Shah in Kabul ankam, unterschrieben mehr als 800 Delegierte eine Petition, in der sie seine Nominierung als Staatsoberhaupt forderten, auch wenn er nur eine symbolische Rolle spielen sollte. Aufgrund der Spekulationen, die durch diese Petition aufkamen, drängten Vertreter der USA und der Vereinten Nationen Zahir Shah, von einer Kandidatur abzusehen. Die Loja Dschirga wurde aufgrund angeblicher logistischer Probleme einen Tag nach hinten verschoben. Am 10. Juni erklärten die US-Vertreter öffentlich, dass Zahir Shah kein Kandidat für das Amt des Staatsoberhauptes sei, was der ehemalige König in einer Pressekonferenz bestätigte. Am folgenden Tag zog Burhanuddin Rabbani seine Kandidatur zugunsten von Hamid Karzai zurück, um nationale Einheit zu fördern.
Karzai schien die Wahl zum Staatsoberhaupt ohne Gegenkandidaten zu gewinnen, doch es tauchten zwei weitere Kandidaten auf. Um auf dem Wahlzettel der Loja Dschirga zu erscheinen, musste ein Kandidat mindestens 150 Unterschriften vorlegen. Glam Fareq Majidi sammelte nur 101 Unterschriften und wurde daher disqualifiziert. Ein anderer Kandidat, der ehemalige Mudschaheddinkämpfer Mohammed Asef Mohsoni, reichte eine Liste mit 1.050 Unterschriften für Karzai ein. Auch Masooda Jalal, eine Ärztin der Welternährungsorganisation, und Mahfoz Nadai, ein usbekischer Militär, Dichter und stellvertretender Minister, erhielten genug Unterschriften, um auf den Wahlzettel zu kommen.
Die Wahl fand am 13. Juni 2002 statt. Karzai wurde mit einer überwältigenden Mehrheit von 83 % gewählt und blieb Präsident der Übergangsregierung.

### Die Ernennung der Regierungsminister
Am 18. Juni, dem geplanten Tag für die Vorstellung des Kabinetts, teilte Karzai der Loja Dschirga mit, dass er noch einen weiteren Tag bräuchte, um seine Liste der Minister fertigzustellen. Am letzten Tag der Versammlung, dem 19. Juni, präsentierte er dann die Namen von 14 Ministern, darunter drei Vizepräsidenten, sowie einen Obersten Richter. Karzai fragte die Versammlung nach der Zustimmung zum Kabinett, woraufhin die Mehrheit ihre Unterstützung zeigte. Diese Vorgehensweise sorgte jedoch für Kontroversen, da einige Delegierte der Ansicht waren, dass keine ordnungsgemäße Abstimmung stattgefunden habe und dass das Kabinett das Ergebnis politischer Verhandlungen sei, die außerhalb der Loja Dschirga stattfanden.
Alle drei Vizepräsidenten, die Karzai ernannte, gehörten der Nordallianz an, wobei Karzai darauf achtete, dass sie nicht derselben ethnischen Gruppe angehörten. Nach der Loja Dschirga gab es jedoch noch weitere Auseinandersetzungen über die Kabinettszusammensetzung. Um verschiedenen politischen Kräften entgegenzukommen, wurden einige Ministerposten nachträglich besetzt, wodurch die Zahl der Minister auf insgesamt 29 anwuchs. Dieses Kabinett trat am 24. Juni 2002 offiziell in Kraft. Das Ministerium für Frauenangelegenheiten blieb zunächst ohne Ministerin, doch Karzai ernannte bald eine Staatsberaterin für dieses Ministerium und setzte später auch eine formelle Ministerin ein. In den letzten Tagen des Juni kamen noch zwei weitere Vizepräsidenten und ein nationaler Sicherheitsberater hinzu.

### Mehr paschtunische Repräsentation
Das interimistische Kabinett wurde von einem Paschtunen geführt, aber die Anzahl der Paschtunen unter den Ministern war zunächst relativ gering: Zwölf Tadschiken standen neun Paschtunen gegenüber. Die Paschtunen forderten daher, dass die folgende Übergangsregierung ihre Ethnie repräsentativer Vertreten sollte, da sie die Mehrheit der Bevölkerung stellen. Im neuen Kabinett waren 13 Paschtunen unter den 30 Ministern vertreten. Der Rest der Minister setzte sich aus 7 Tadschiken, 3 Usbeken, 2 Hazara, 2 nicht-hazarischen Schiiten und einem Turkmenen zusammen.

### Kabinett von Warlords
Das Übergangskabinett wurde stärker von Paschtunen geprägt als das vorherige Interimskabinett. Der Loja Dschirga sollte auch dazu dienen, den Einfluss der Zivilgesellschaft in der Regierung zu stärken. Dennoch nahmen die militärischen Fraktionen und Warlords Afghanistans während und nach dem Loja Dschirga weiter an Einfluss zu, was auch ihre Macht legitimierte. Während und nach der Versammlung wurden Kandidaten von Armee- und Polizeioffiziellen bedroht, inhaftiert und sogar getötet, um sie davon abzuhalten, sich zur Wahl zu stellen oder unabhängig zu handeln. Die Nordallianz dominierte weiterhin die Regierung. Die drei Vizepräsidenten Karim Khalili, Abdul Qadir und Mohammed Fahim, die Karzai während des Loja Dschirga bekanntgab, waren Kommandeure der Nordallianz, jedoch gehörte keiner von ihnen derselben ethnischen Gruppe an. Die einflussreiche Partei der tadschikischen Minderheit, die Jamiat-e Islami bestehend aus Fahim, Yunus Qanuni und Abdullah Abdullah, behielt auch nach der Übergabe von Regierungsämtern ihre bedeutenden Positionen in der neuen Regierung. Ein mächtiger Warlord, Ismail Khan, war nicht Teil der Verwaltung, jedoch wurde er durch seinen Sohn Mir Wais Saddiq vertreten. Saddiq wurde 2004 ermordet, während er Minister war. Ein anderer einflussreicher Warlord, der Usbeke Abdul Rashid Dostum, war ebenfalls nicht Teil des Kabinetts, jedoch wurde ein Usbeke mehr in der Übergangsregierung integriert als in der Interimsregierung.
In den Jahren nach der Regierungsbildung unternahm Präsident Karzai Versuche, den negativen Einfluss der Warlords zu reduzieren. Ein Beispiel dafür war die Ernennung von Ali Ahmad Jalali, der als Innenminister das schwache paschtunische Ministerium ersetzte und als reformorientiert galt.

### Hinzufügen von Royalisten
Während des Loya Jirga ernannte Karzai den ehemaligen König Mohammed Zahir Shah zum „Vater der Nation“. Doch einige seiner Anhänger fanden, dass dieser Titel nicht genug war und hätten es bevorzugt, den König in einer offiziellen Position als Präsidenten zu sehen, während Karzai als Premierminister agiert hätte. Zwei treue Unterstützer des Königs, Hedayat Amin Arsala und Abdul Rassoul Amin, verloren ihre Positionen in der Übergangsregierung. Die Anhänger von Zahir Shah, die sich in der „Rom-Gruppe“ zusammenschlossen, fühlten sich benachteiligt und mit zu wenig Einfluss. Aus diesem Grund fügte Karzai Ende Juni Zalmay Rassoul als Sicherheitsberater und Amin Arsala als fünften Vizepräsidenten hinzu.

### Westlich ausgebildete Intellektuelle
Karzai stand unter Druck, hochgebildete Afghanen in die Regierung zu integrieren, die während der kommunistischen oder Taliban-Herrschaft als Flüchtlinge ins Ausland gegangen waren und dort westliche Universitäten besucht hatten. Eine bemerkenswerte Ernennung war die des ehemaligen Weltbank-Mitarbeiters Ashraf Ghani zum Finanzminister. Auch Juma Mohammedi, der als Minister für Bergbau tätig wurde, war ein ehemaliger Weltbank-Mitarbeiter. Der neue Innenminister, Taj Mohammad Wardak, hatte die amerikanische Staatsbürgerschaft, ebenso wie Ali Ahmad Jalali, der ihn 2003 als Innenminister ablöste.

### Opposition von Yunus Qanuni
Angesichts der unzureichenden Vertretung der Paschtunen erklärte Yunus Qanuni, einer der führenden Kommandeure der Nordallianz, in der Eröffnungssitzung, dass er als Innenminister zurücktreten würde, damit Karzai die nationale Regierung durch eine breitere ethnische Mischung stärken könne. Qanuni war unzufrieden mit dem Ministerposten für Bildung, da er eigentlich mit einem Ministerposten auf Premierminister-Ebene gerechnet hatte. Qanuni erwog sogar, der Regierung ganz fernzubleiben. Die Panjshiri-Truppen, die das Innenministerium dominierten, blockierten in den Tagen nach dem Loya Jirga die Straßen rund um das Innenministerium in Kabul und zeigten mit Waffen ihre Loyalität zu Qanuni. Sie verweigerten dem neuen Innenminister, dem 80-jährigen Taj Mohammad Wardak, den Zugang zum Innenministerium.
Nachdem Karzai Qanuni zum Sonderberater für Sicherheit ernannte, wodurch Qanuni weiterhin informell die Kontrolle über den afghanischen Geheimdienst behielt und de facto die Aufsicht über Wardak ausübte, entschloss sich Qanuni, der Regierung beizutreten. Allerdings gründete er auch eine Partei außerhalb der Regierung und trat in den nächsten Präsidentschaftswahlen an.

### Frauenministerium
Es gab auch Kontroversen um den Posten des Ministers für Frauenangelegenheiten. Die Interimsministerin für Frauenangelegenheiten, Sima Samar, war sehr lautstark und hatte viele Drohungen erhalten. Es wurden Beschwerden gegen sie eingereicht, die schließlich vom Obersten Gerichtshof geprüft wurden, der sich jedoch entschloss, keine Anklage wegen Blasphemie zu erheben. Da Samar nicht auf der Liste der Loja Dschirga stand, wurde zunächst keine Ministerin für Frauenangelegenheiten ernannt. Später ernannte Karzai Mahbuba Huquqmal zur staatlichen Vertreterin im Ministerium für Frauenangelegenheiten, und nachfolgend ernannte er Habiba Sarabi zur formellen Ministerin für Frauenangelegenheiten.

### Mord an Abdul Qadir
Der paschtunische Vizepräsident war Haji Abdul Qadeer, einer der wenigen Kommandeure der Nordallianz paschtunischer Herkunft. Am 6. Juli 2002 wurde Qadir zusammen mit seinem Schwiegersohn in einem überraschenden Angriff von Unbekannten ermordet. Das Motiv des Mordes blieb zunächst unklar. Im Jahr 2004 wurde ein Mann wegen des Mordes zum Tode verurteilt und zwei weitere Personen erhielten Haftstrafen.